# Brit nyelv
A brit nyelv (walesiül: Brythoneg) egykor Britanniában és Bretagne-ban beszélt szigeti kelta nyelv. Elődje a proto-kelta nyelv, egy feltételezett ősnyelv, mely az i. e. 1. évezred első felére önálló dialektusokra, nyelvekre oszlott. A pikt nyelv valószínűleg testvérnyelve vagy leszármazottja volt.
A korai és modern walesi nyelvből kimutatható, hogy a brit nyelvet a római korban jelentősen befolyásolta a latin nyelv, különösen a valláshoz, a kereszténységhez kapcsolódó fogalmak terén.  A 6. századra a nyelv hamar felbomlott az újbrit nyelvekre: a walesi, a kumber, a korni, a breton, valamint elképzelések szerint a pikt nyelvre.
A következő három évszázad során a brit nyelvet Skócia nagy részén a skót gael nyelv, a mai Angliában és Skóciának a Forth-torkolattól délre lévő részén az óangol nyelv váltotta fel – melyből a modern angol és a scots nyelv származnak. A kumber nyelv a 12. században kihalt, délnyugaton a korni nyelv valószínűleg a 18. században halt ki, de azóta ismét élő nyelv lett. O'Rahilly történeti modellje szerint Írországban a brit nyelv a gael nyelvek megjelenése előtt volt, de ezt nem támogatják széles körben. Csak a walesit és a bretont beszélték máig folyamatosan.

## Története

### Írásos források

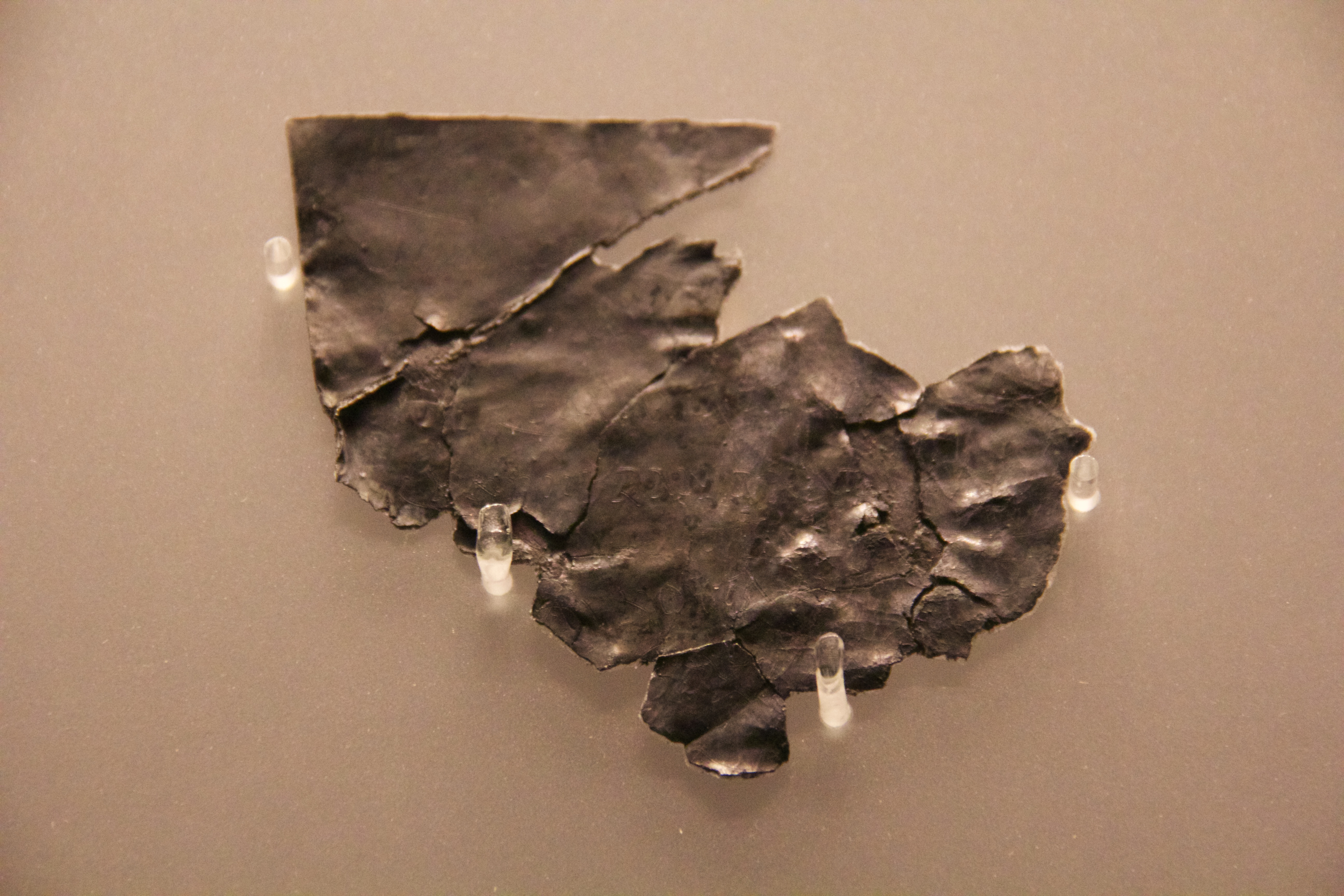
Kőtábla, feltehetően brit nyelven írt szöveggel

Nem ismert brit nyelvű dokumentum, de néhány vésetet azonosítottak. A bathi kőtáblák, melyeket Bath római kori fürdőjében találtak, mintegy 150 nevet tartalmaznak – közel felük kelta (de nem szükségszerűen brit). Egy itt 1979-ben felfedezett fémláncra írt szöveg feltehetően brit átok: 
„Adixoui Deuina Deieda Andagin Uindiorix cuamenai”. (Néha ez az utolsó szót cuamiinainak tekintik.) Ennek gyakori fordítása: "Az itt szereplőket – Deuinát, Deiedát, Andagint és Uindiorixot – összekötöttem”, vagy figyelembe véve az esetjelölést, így olvassák: -rix „király” nominativus, andagin „értéktelen nőt” accusativus, dewina deieda „isteni Deieda” nominativus/vocativus:
„Én, Windiorix Cuamenánál legyőzhetem [vagy igazság elé vihetem] az értéktelen nőt, [ó] isteni Deieda.”
Egy sérült ón-/ólomlemezen 9 szövegsor maradt fenn részben, feltehetően brit nevekkel.
A britanniai helynevek bizonyítékok, melyeket Klaudiosz Ptolemaiosz Geographia című műve is leír, melyről Rivet és Smith ugyane című 1979-es könyvükben is beszél. Leírták, hogy a legtöbb használt név a brit nyelvből származik. Egyes helynevek szintén tartalmaznak ebből levezetett elemeket. A törzsneveket, valamint egyes brit személyneveket is lejegyeztek a görögök és különösen a rómaiak.
Tacitus Agricolája szerint a nyelv kevéssé tért el a Galliában beszélttől. A gael nyelvekkel való összehasonlítás is igazolta a hasonlóságot.

### A pikt és a pritén
A mintegy 1000 éve kihalt pikt nyelv az észak-skóciai piktek nyelve volt. A nyelv eredetéről szóló viták ellenére egyes elemek, például a földrajzi és személynevek leginkább a kelta nyelvek brit ágának felelnek meg. A nyelv megkülönböztetésének mértéke és a szétválás ideje is vitatott.
A pritén nyelv fogalmát 1955-ben alkotta meg Kenneth H. Jackson a pikt nyelv feltételezett római kori elődjéhez. Jackson szerint e nyelv a brittől i. sz. 75-100 körül vált el.
A pritén nyelv fogalma vitatott. 2015-ben Guto Rhys levezette, hogy a mintegy i. sz. 500 előtt a brittől elvált pikt nyelv legtöbb feltételezése hibás, kérdéses vagy kevéssé fontos volt, és hogy a brit és a pikt nyelvek megkülönböztetésére való kevés bizonyíték miatt a pritén „redundáns”.

### Szétválás és újbrit nyelv
A brit nyelv a latinnal együtt élt Britannia római elfoglalása (i. sz. 43) után, legalábbis a nagyobb településeken. Latin szavak jelentek meg a nyelvben a romanizált településekben, majd később az egyházi használat révén.
500–550-re a brit nyelv újbrit dialektusokra vált külön: Walesben az ówalesi, Cornwallban az ókorni, Bretagne-ban az óbreton, Észak-Angliában és Dél-Skóciában a kumber, Észak-Skóciában valószínűleg a pikt nyelvre.
Csak a breton és a walesi nyelv mai alakjait beszélték folyamatosan a 21. századig a brit nyelv közvetlen leszármazottai közül. A korni nyelv az 1700-as években kihalt, de később újból beszélni kezdték. A kumber és a pikt kihaltak, és csak az angol, a scots és a skót gael nyelv jövevényszavaiban van jelen.

## Fonológia

### Mássalhangzók
|             | Labiális | Labiális | Dentális | Dentális | Alveoláris | Alveoláris | Palatális | Palatális | Veláris | Veláris | Labiális–veláris | Labiális–veláris |
| ----------- | -------- | -------- | -------- | -------- | ---------- | ---------- | --------- | --------- | ------- | ------- | ---------------- | ---------------- |
| Nazális     |          | m        |          | n        |            |            |           |           |         | (ŋ)     |                  |                  |
| Stop        | p        | b        | t        | d        |            |            |           |           | k       | ɡ       |                  |                  |
| Frikatíva   |          |          | θ        | ð        | s          |            |           |           | x       |         |                  |                  |
| Approximáns |          |          |          |          |            |            |           | j         |         |         |                  | w                |
| Laterális   |          |          |          |          |            | l          |           |           |         |         |                  |                  |
| Pergőhang   |          |          |          |          |            | r          |           |           |         |         |                  |                  |

### Magánhangzók
|             | Elöl képzett | Elöl képzett | Középen képzett | Középen képzett | Hátul képzett | Hátul képzett |
| rövid       | hosszú       | rövid        | hosszú          | rövid           | hosszú        |               |
| ----------- | ------------ | ------------ | --------------- | --------------- | ------------- | ------------- |
| Zárt        | i            | iː           |                 |                 | u             |               |
| Félig zárt  | e            | eː           |                 |                 | o             |               |
| Félig nyílt |              | ɛː           |                 |                 |               | ɔː            |
| Nyílt       |              |              | a               |                 |               | ɑː            |

A kora brit magánhangzókészlet gyakorlatilag a proto-keltával azonos. Az /ɨ/ és /ʉ/ ekkor nem jöttek még létre.
|             | Elöl képzett    | Elöl képzett | Középen képzett | Középen képzett | Hátul képzett | Hátul képzett |
| ajakréses   | ajakkerekítéses | ajakréses    | ajakkerekítéses | ajakkerekítéses |               |               |
| ----------- | --------------- | ------------ | --------------- | --------------- | ------------- | ------------- |
| Zárt        | i               | y            | ɨ               | ʉ               | u             |               |
| Félig zárt  | e               | ø            |                 |                 | o             |               |
| Középső     |                 |              | (ə)             | (ɵ̞)             |               |               |
| Félig nyílt | ɛ               |              |                 |                 | ɔ             |               |
| Nyílt       |                 |              | a               |                 |               |               |

A késő brit nyelvben a hangeltolódás a magánhangzók teljes átrendeződését okozta.
A /ə/ és /ɵ̞/ az /i/ és /u/ allofónjai voltak.

## Nyelvtan
Összehasonlító nyelvészeti módszerekkel közelítőleg rekonstruálható a brit nyelv ragozása:

### Első ragozás
| #           | Főnévi eset                         | Brit     | Gael     | Óír      | PIE           |
| ----------- | ----------------------------------- | -------- | -------- | -------- | ------------- |
| Egyes szám  | Nominativus                         | *tōtā    | toutā    | túathL   | *tewteh2      |
| Egyes szám  | Vocativus                           | *tōtā    | toutā    | túathL   | *tewteh2      |
| Egyes szám  | Accusativus                         | *tōtin   | toutim   | túaithN  | *tewteh2m     |
| Egyes szám  | Genitivus                           | *tōtiās  | toutiās  | túaithe  | *tewteh2s     |
| Egyes szám  | Dativus                             | *tōtī    | toutī    | túaithL  | *tewteh2eh1   |
| Egyes szám  | Ablativus                           | *tōtī    | toutī    |          | *tewteh2es    |
| Egyes szám  | Instrumentalis                      | *tōtī    | toutī    |          | *tewteh2(e)h1 |
| Egyes szám  | Locativus                           | *tōtī    | toutī    |          | *tewteh2i     |
| Kettős szám | Nominativus, accusativus, vocativus | *tōtī    | —        | túaithL  | *tewteh2h1e   |
| Kettős szám | Genitivus                           | *tōtious | —        | túathL   | *tewteh2ows   |
| Kettős szám | Dativus                             | *tōtābon | —        | túathaib | *tewteh2bhām  |
| Kettős szám | Ablativus, instrumentalis           | *tōtābin | —        |          | *tewteh2bhām  |
| Kettős szám | Locativus                           | *tōtābin | —        |          | *tewteh2ows   |
| Többes szám | Nominativus, vocativus              | *tōtās   | toutās   | túathaH  | *tewteh2es    |
| Többes szám | Accusativus                         | *tōtās   | toutās   | túathaH  | *tewteh2ns    |
| Többes szám | Genitivus                           | *tōtābon | toutānon | túathN   | *tewteh2om    |
| Többes szám | Dativus                             | *tōtābo  | toutābi  | túathaib | *tewteh2bhi   |
| Többes szám | Ablativus                           | *tōtā    | —        |          | *tewteh2bhos  |
| Többes szám | Instrumentalis                      | *tōtā    | —        |          | *tewteh2bhis  |
| Többes szám | Locativus                           | *tōtā    | —        |          | *tewteh2su    |

Megjegyzés:
- A kettős és többes számú dativus az instrumentalisból örökölt változat, melyek a proto-kelta nyelv kettős és többes számú dativusát (toutābom, toutābos) váltották fel.

### Második ragozás
| #  | Eset             | Brit     | Gael   | Walesi | Óír                       | PIE       |
| -- | ---------------- | -------- | ------ | ------ | ------------------------- | --------- |
| Sg | Nom.             | *wiros   | wiros  | gŵr    | fer                       | wiHros    |
| Sg | Voc.             | *wire    | wire   |        | firL                      | wiHre     |
| Sg | Acc.             | *wiron   | wirom  |        | ferN                      | wiHrom    |
| Sg | Gen.             | *wirī    | wirī   |        | firL                      | wiHrosyo  |
| Sg | Dat.             | *wirū    | wirū   |        | fiurL                     | wiHroh1   |
| Sg | Abl., ins.       | *wirū    | —      |        |                           | wiHroh1   |
| Sg | Loc.             | *wirē    | —      |        |                           | wiHrey    |
| Du | Nom., acc., voc. | *wirō    | wirō   |        | ferL                      | wiHroh1   |
| Du | Gen.             | *wirōs   | —      |        | fer                       | wiHrows   |
| Du | Dat.             | *wirobon | —      |        | feraib                    | wiHrobhām |
| Du | Abl.             | *wirobin | —      |        |                           | wiHrobhām |
| Du | Ins.             | *wirobin | —      |        |                           | wiHrobhām |
| Du | Loc.             | *wirou   | —      |        |                           | wiHrows   |
| Pl | Nom., voc.       | *wirī    | wirī   | gwŷr   | firL (nom.), firuH (voc.) | wiHroy    |
| Pl | Acc.             | *wirūs   | wirūs  |        | firuH                     | wiHrons   |
| Pl | Gen.             | *wiron   | wiron  |        | ferN                      | wiHrooHom |
| Pl | Dat.             | *wirobi  | wirobi |        | feraib                    | wiHrōys   |
| Pl | Abl.             | *wirobi  | —      |        |                           | wiHromos  |
| Pl | Ins.             | *wirobi  | —      |        |                           | wiHrōys   |
| Pl | Loc.             | *wirobi  | —      |        |                           | wiHroysu  |

Megjegyzés:
- A semleges nemű második ragozás az alábbiakban tér el:

| #  | Eset             | Brit     |
| -- | ---------------- | -------- |
| Sg | Nom., voc., acc. | *cradion |
| Pl | Nom., voc., acc. | *cradiā  |

Megjegyzések:
- A kettős szám az egyessel azonos
- Minden más ragozás a szabályos 2. ragozással azonos

### Harmadik ragozás
| #  | Eset             | Brit        | Gael | Walesi | Óír    | PIE |
| -- | ---------------- | ----------- | ---- | ------ | ------ | --- |
| Sg | Nom.             | *carrecis   | —    | carreg | carrac |     |
| Sg | Voc.             | *carreci    | —    |        |        |     |
| Sg | Acc.             | *carrecin   | —    |        |        |     |
| Sg | Gen.             | *carrecēs   | —    |        |        |     |
| Sg | Dat.             | *carrecē    | —    |        |        |     |
| Sg | Abl., ins., loc. | *carrecī    | —    |        |        |     |
| Du | Nom.             | *carrecī    | —    |        |        |     |
| Du | Gen.             | *carreciōs  | —    |        |        |     |
| Du | Dat.             | *carrecibon | —    |        |        |     |
| Du | Abl., ins., loc. | *carrecī    | —    |        |        |     |
| Pl | Nom., voc., acc. | *carrecīs   | —    | cerrig |        |     |
| Pl | Gen.             | *carrecion  | —    |        |        |     |
| Pl | Dat.             | *carrecibo  | —    |        |        |     |
| Pl | Abl., ins., loc. | *carrecibi  | —    |        |        |     |

## Helynevek
Számos brit eredetű helynév van Nagy-Britanniában, ezek nagy része annak nyugati részén, azonban ezek egy része pre-kelta eredetű lehet. Fontos példa erre az Avon folyónév, mely a brit aβon[a], „folyó” (walesiül afon, korniul avon, írül és skót gaelül abhainn, manxul awin, bretonul aven; a latin kognát amnis). Ha a folyó szóhoz tartozik e szó, az tautológia.

### Példák brit nyelvből származó helynevekre
- Avon (abonā[b] = 'folyó', vö. walesi afon, korni avon, breton aven)
- Britannia (a Pritani = (feltehetően) 'formák népe' kognátja, vö. walesi Prydain 'Britannia', pryd 'megjelenés, forma, kép, hasonlóság'; ír cruth 'megjelenés, alak', óír Cruithin 'piktek')
- Cheviot (*cev- = 'hegy' és -ed, főnévtoldalék)[23]
- Dover: mivel a középkorig a latin nyelvben nem volt vegyes b/v hang, a Dubrīs szó szabályos olvasata dʊβriːs, mely viz(ek)et jelent (az ówalesi dwfr (többes számának ejtése dəvrʊɪð), a korni dowr, a breton dour és az ír dobhar kognátja, ez utóbbiban a bh v vagy β hangot jelöl)
- Kent (canto- = 'határ', walesiül cant(el) 'szél, perem', bretonul kant)
- Lothian (középwalesiül Lleuddiniawn, a *Lugudũn(iãnon) 'Lugus erődje' szóból)
- Severn a Sabrīna szóból,[b] talán egy istennő nevéből (ma walesiül Hafren)
- Thames (Tamesis = 'sötét' (valószínűleg a tywyll 'sötétség', a korni tewal, a breton teñval, az ír teimheal kognátja, feltehetően britül közelítőleg temeselo- volt)
- Thanet (fő terület) (tan-eto- = 'tűz', vö. walesi tân 'tűz', korni tanses, óbreton tanet 'lángol')
- York (Ebur-ākon[b] = 'tiszafacsoport' (a walesi Efrog kognátja, mely az efwr 'medvetalp + -og 'dús', a breton evor 'Frangula alnus', a skót gael iubhar 'tiszafa', iùbhrach 'tiszafaliget', továbbá a franciaországi Évreux, a portugál Évora és az észak-írországi Newry kognátja): latin Eburacum > OE Eoforwīc (később eofor 'boar' + wic alakként értelmezve) > óészaki Jórvík

A tor, combe, bere és hele brit szavak devoni helynevekben gyakoriak. Hibrid nevek is vannak Angliában, például:
- Derwentwater (a brit részhez vö. Dover)
- Bredon Hill

## Fordítás
Ez a szócikk részben vagy egészben  a   Common Brittonic című angol Wikipédia-szócikk ezen változatának fordításán alapul.  Az eredeti cikk szerkesztőit annak laptörténete sorolja fel. Ez a jelzés csupán a megfogalmazás eredetét és a szerzői jogokat jelzi, nem szolgál a cikkben szereplő információk forrásmegjelöléseként.